# 春岡 (名古屋市)
春岡（はるおか）は、愛知県名古屋市千種区にある町名。現行行政地名は春岡一丁目及び春岡二丁目。住居表示実施済み。

## 地理
名古屋市千種区の西部に位置し、東に丸山町と桐林町と覚王山通、西に今池と今池南、南に春岡通と日進通、北に仲田と池下と接する。

## 歴史

### 町名の由来
学区名（春岡小学校）および春岡通による。

### 沿革
- 1980年（昭和55年）11月23日 - 千種区覚王山通・千種町の各一部より、同区春岡一丁目が成立[2]。
- 1984年（昭和59年）5月5日 - 坂下町・西坂町・日進通・春岡通の各一部より、春岡二丁目が成立。千種町・覚王山通・坂下町・西坂町・春岡通の各一部を一丁目へ編入[2]。

## 世帯数と人口
2019年（平成31年）1月1日現在の世帯数と人口は以下の通りである。
| 丁目       | 世帯数    | 人口    |
| ---------- | --------- | ------- |
| 春岡一丁目 | 1,423世帯 | 2,415人 |
| 春岡二丁目 | 666世帯   | 1,355人 |
| 計         | 2,089世帯 | 3,770人 |

### 人口の変遷
国勢調査による人口の推移
| 1995年（平成7年）  | 1,798人 | [ WEB 6 ]  |  |
| 2000年（平成12年） | 1,979人 | [ WEB 7 ]  |  |
| 2005年（平成17年） | 2,167人 | [ WEB 8 ]  |  |
| 2010年（平成22年） | 2,253人 | [ WEB 9 ]  |  |
| 2015年（平成27年） | 2,322人 | [ WEB 10 ] |  |

## 学区
市立小・中学校に通う場合、学校等は以下の通りとなる。また、公立高等学校に通う場合の学区は以下の通りとなる。
| 丁目       | 番・番地等 | 小学校               | 中学校               | 高等学校 |
| ---------- | ---------- | -------------------- | -------------------- | -------- |
| 春岡一丁目 | 全域       | 名古屋市立春岡小学校 | 名古屋市立若水中学校 | 尾張学区 |
| 春岡二丁目 | 全域       | 名古屋市立春岡小学校 | 名古屋市立若水中学校 | 尾張学区 |

## 施設

### 春岡一丁目
- 一畑山薬師寺名古屋別院

### 春岡二丁目

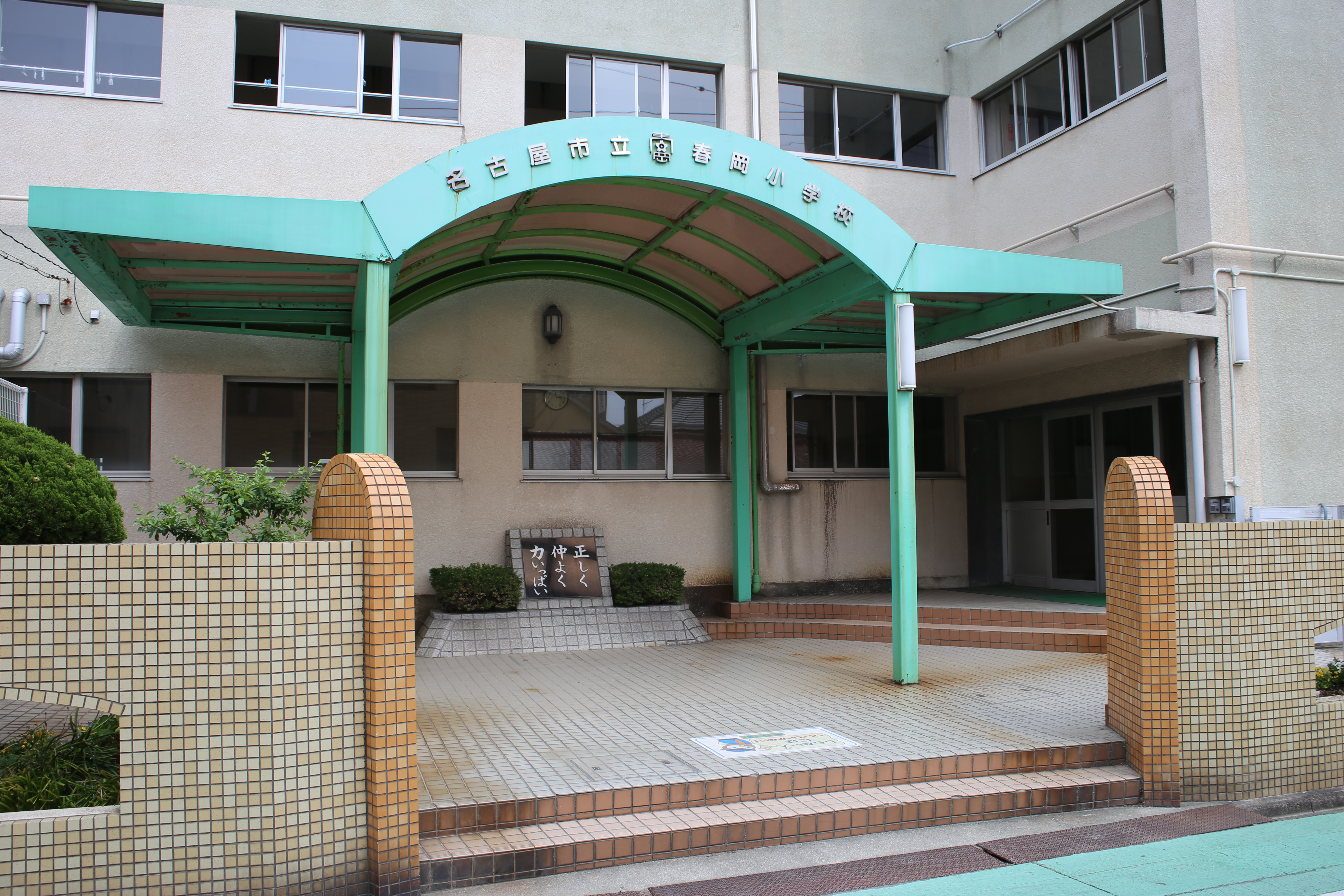
名古屋市立春岡小学校
- 名古屋春岡郵便局
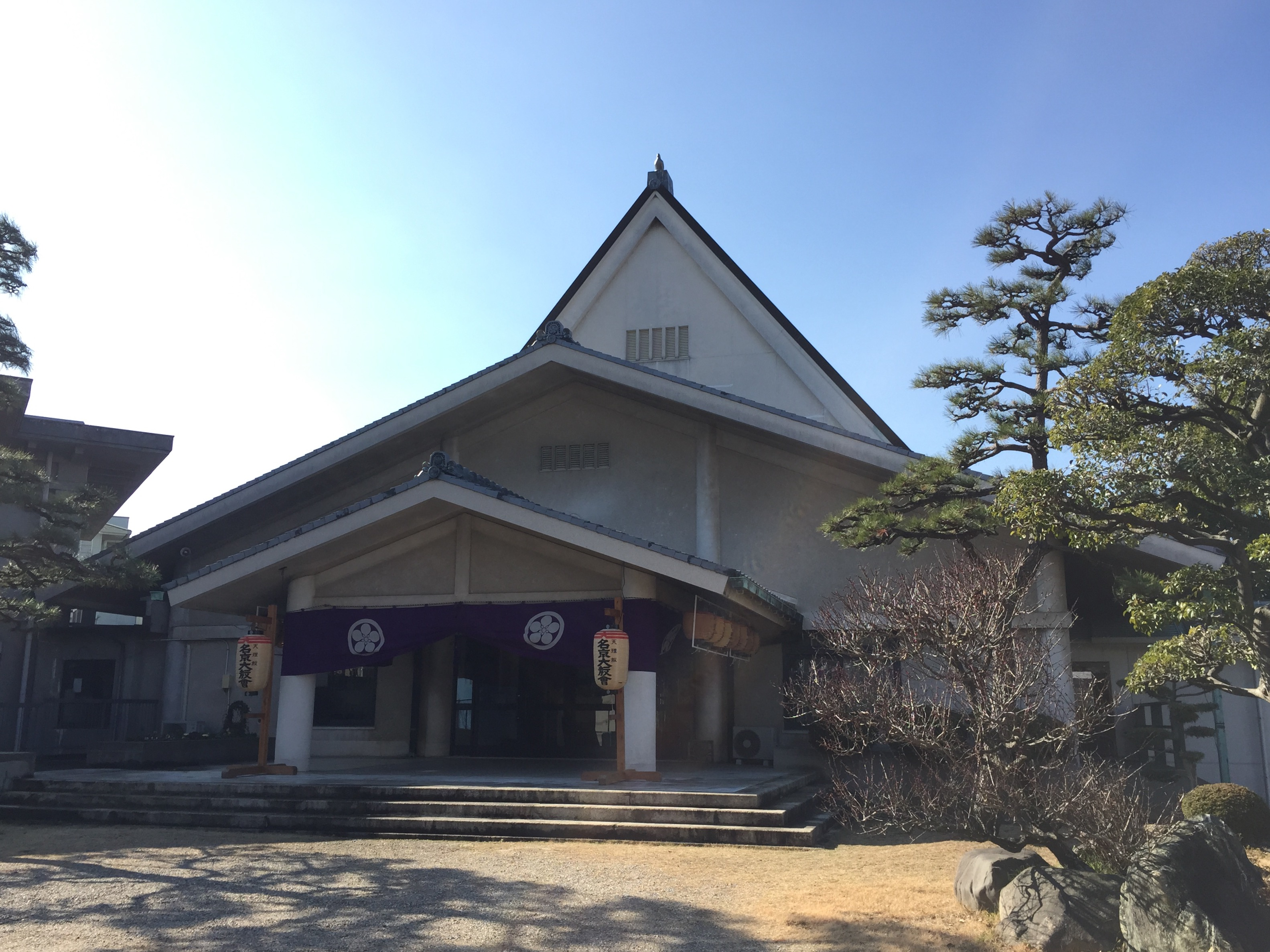
天理教名京大教会

- 名古屋市立春岡小学校
- 天理教名京大教会

## 交通
- 愛知県道60号名古屋長久手線（広小路通）
- 名古屋市道仲田赤塚線（春岡通）
- 名古屋市道葭池大久手線
- 名古屋市道日進通線

## その他

### 日本郵便
- 郵便番号 : 464-0848[WEB 3]（集配局：千種郵便局[WEB 13]）。

### WEB
1. ↑  “愛知県名古屋市千種区の町丁・字一覧”.   人口統計ラボ. 2019年2月9日閲覧。
2. 1 2  “町・丁目(大字)別、年齢(10歳階級)別公簿人口(全市・区別)”.   名古屋市 (2019年1月23日). 2019年1月23日閲覧。
3. 1 2  “郵便番号”.  日本郵便. 2019年1月6日閲覧。
4. ↑  “市外局番の一覧”.   総務省. 2019年1月6日閲覧。
5. ↑  “千種区の町名一覧”.   名古屋市 (2015年10月21日). 2019年1月12日閲覧。
6. ↑  総務省統計局 (2014年3月28日). “平成7年国勢調査の調査結果(e-Stat) - 男女別人口及び世帯数 －町丁・字等” (CSV). 2019年4月27日閲覧。
7. ↑  総務省統計局 (2014年5月30日). “平成12年国勢調査の調査結果(e-Stat) - 男女別人口及び世帯数 －町丁・字等” (CSV). 2019年4月27日閲覧。
8. ↑  総務省統計局 (2014年6月27日). “平成17年国勢調査の調査結果(e-Stat) - 男女別人口及び世帯数 －町丁・字等” (CSV). 2019年4月27日閲覧。
9. ↑  総務省統計局 (2012年1月20日). “平成22年国勢調査の調査結果(e-Stat) - 男女別人口及び世帯数 －町丁・字等” (CSV). 2019年4月27日閲覧。
10. ↑  総務省統計局 (2017年1月27日). “平成27年国勢調査の調査結果(e-Stat) - 男女別人口及び世帯数 －町丁・字等” (CSV). 2019年4月27日閲覧。
11. ↑  “市立小・中学校の通学区域一覧”.   名古屋市 (2018年11月10日). 2019年1月14日閲覧。
12. ↑  “平成29年度以降の愛知県公立高等学校（全日制課程）入学者選抜における通学区域並びに群及びグループ分け案について”.   愛知県教育委員会 (2015年2月16日). 2019年1月14日閲覧。
13. ↑  郵便番号簿 平成29年度版 - 日本郵便. 2019年01月06日閲覧 (PDF)

### 書籍
1. ↑  名古屋市計画局 1992, p. 117.
2. 1 2  名古屋市計画局 1992, p. 726.